# Пашківка (зупинний пункт)
Пашкі́вка — пасажирський залізничний зупинний пункт Полтавської дирекції Південної залізниці на електрифікованій  лінії Полтава-Південна — Берестин між станціями Полтава-Південна (16 км) та Селещина (6 км).  Розташований поблизу Полтавського держлісгоспу, у Полтавському районі Полтавської області. 

## Пасажирське сполучення
На платформі зупиняються приміські електропоїзди.